# Audio Engineering Society
Pour les articles homonymes, voir AES.
L'Audio Engineering Society (AES) est une société savante internationale domiciliée à New York, regroupant des professionnels du son et de l'audio. Créée en 1948, elle réunit plus de 13 000 ingénieurs, techniciens, artistes, chercheurs et étudiants du secteur Audio, travaillant dans trente pays, dont plus de 4 000 membres en Europe.

## Présentation
L’AES est ouverte à des utilisateurs, chercheurs et industriels dans les domaines de l'acoustique, électroacoustique, électronique analogique et numérique, réseaux et a pour but de faciliter l'échange des informations scientifiques, technologiques et commerciales entre tous ses membres, en publiant un journal mensuel et en organisant des conventions et des conférences dans le monde entier (à Paris en 2006).
L'AES - France, association loi de 1901, constitue une interface francophone avec l'AES et organise diverses manifestations (des présentations de matériel, des conférences d'introduction à une thématique ou une technologie, et des journées d'étude / ateliers).